# Pietre runiche di Högby
Le pietre runiche di Högby sono delle pietre runiche situate nel villaggio di Högby in Östergötland, Svezia, ma il nome singolare pietra runica di Högby (svedese: Högbystenen) fa solitamente riferimento alla famosa Ög 81. È nota per il suo epitaffio in fornyrðislag per tutti e cinque i figli di un uomo. La pietra fu rinvenuta quando la chiesa fu demolita nel 1874. Furono trovati anche frammenti di altre pietre. Il Rundata le data alla fine del X secolo.

## Ög 81

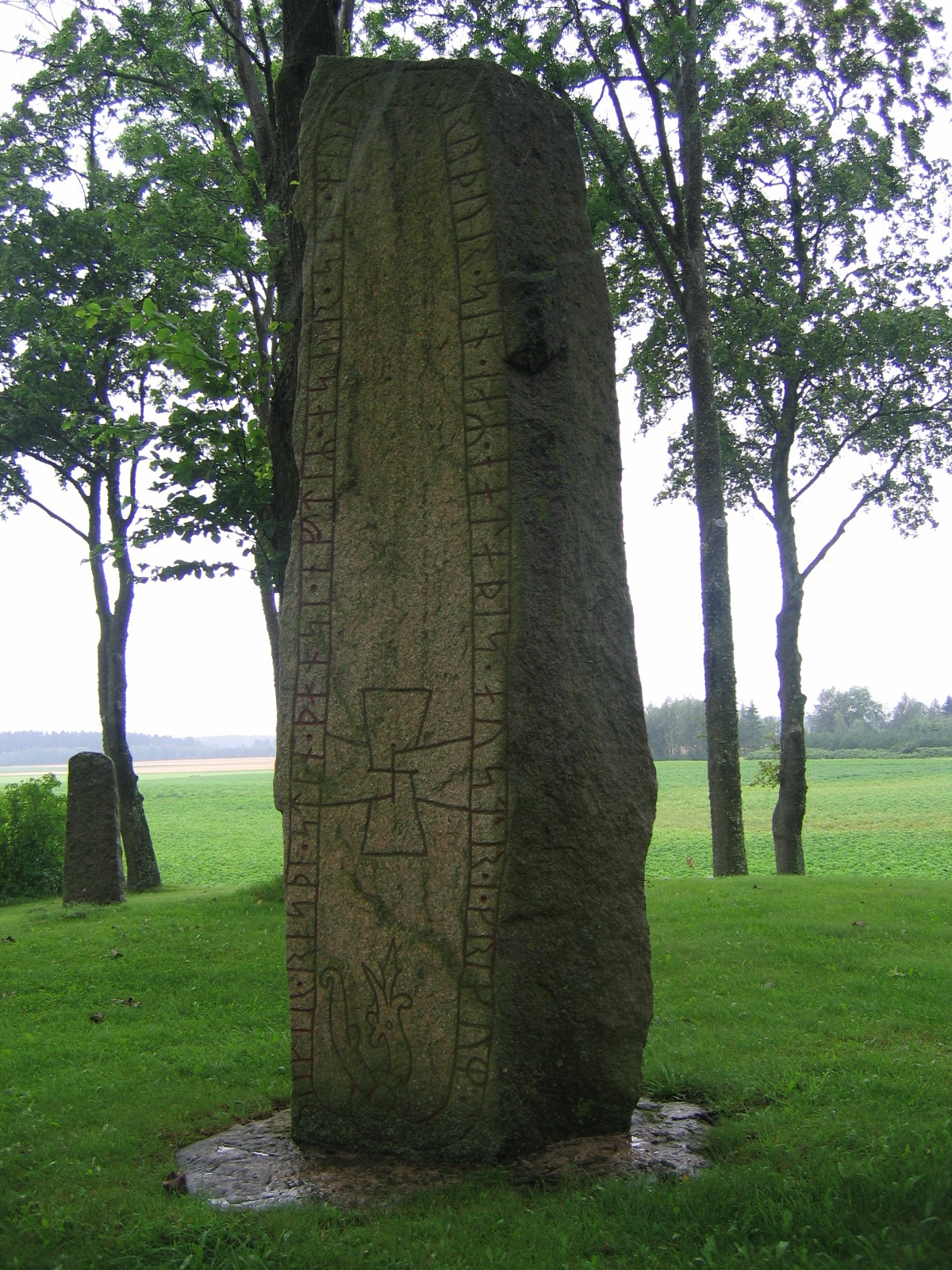
Lato A della pietra

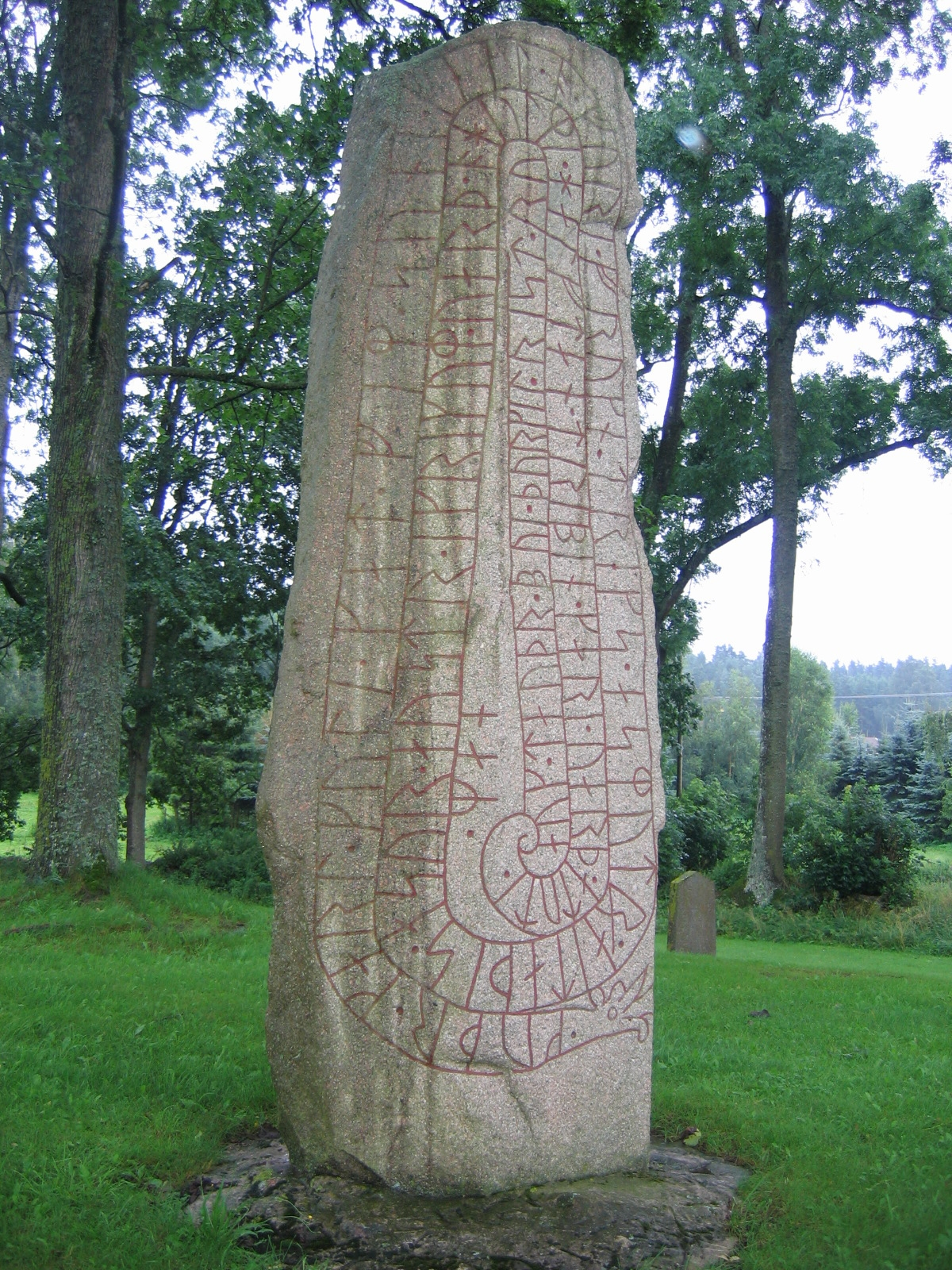
Lato B della pietra

La pietra runica di Högby è in stile Pr1. Commemora Assur, uno dei primi Variaghi che si sa essere morti al servizio dell'imperatore bizantino, e si stima che la sua morte risalga al 1010 circa, o alla fine del X secolo. Era uno dei figli del "bravo uomo" Gulli, e la pietra descrive una situazione comune per le famiglie scandinave del tempo: la pietra fu creata per ordine della nipote di Assur, Þorgerðr, in memoria degli zii morti.
Þorgerðr probabilmente fece erigere la pietra non appena seppe che Assur, ultimo dei suoi zii, era morto in Grecia, e lo fece probabilmente per garantirsi il diritto di successione. Sul retro della pietra scrisse come i suoi altri zii morirono usando il metro allitterativo.
| Goðr karl Gulli gat fæm syni. Fioll a Føri frøkn drængR Asmundr, ændaðis Assurr austr i Grikkium, varð a Holmi Halfdan drepinn, Kari varð at Uddi(?) ok dauðr Boi. | Il buon uomo Gulli ebbe cinque figli. Il valoroso Ásmundr cadde a Fœri; Ôzurr trovò la fine ad est in Grecia; Halfdan fu ucciso ad Holmr (Bornholm?); Kári fu (ucciso) a Oddr(?); morto (è) anche Búi. |  |

Ásmundr probabilmente morì nella battaglia del Fýrisvellir, attorno al 980, schierato probabilmente dalla parte di re Eric il Vittorioso. Assur entrò a servizio di un più potente alleato e morì per l'imperatore bizantino. Halfdan potrebbe essere morto a Bornholm o in un holmgang, mentre dove morì Kári non è ancora certo. L'interpretazione più quotata è che sarebbe morto ad Od, vecchio nome del capo nord-occidentale della Selandia. Il luogo di morte di Búi non viene citato, probabilmente perché non fu una fine gloriosa come quella dei fratelli.

### Traslitterazione in latino
- Lato  A: * þukir * resþi * stin * þansi * eftiR * asur * sen * muþur*bruþur * sin * iaR * eataþis * austr * i * krikum *
- Lato B: * kuþr * karl * kuli * kat * fim * syni * feal * o * furi * frukn * treks * asmutr * aitaþis * asur * austr * i krikum * uarþ * o hulmi * halftan * tribin * kari * uarþ * at uti *
- Lato C: auk * tauþr * bui * þurkil * rist * runaR *

### Trascrizione in norreno
- Lato  A: Þorgærðr(?) ræisþi stæin þannsi æftiR Assur, sinn moðurbroður sinn, eR ændaðis austr i Grikkium.
- Lato  B: Goðr karl Gulli gat fæm syni. Fioll a Føri frøkn drængR Asmundr, ændaðis Assurr austr i Grikkium, varð a Holmi Halfdan drepinn, Kari varð at Uddi(?)
- Lato  C: ok dauðr Boi. Þorkell ræist runaR.

### Traduzione in italiano
- Lato  A: Þorgerðr(?) eresse questa pietra in memoria di Ôzurr, fratello di sua madre. Egli trovò la fine ad est in Grecia.
- Lato  B: Il buon uomo Gulli ebbe cinque figli. :Il valoroso Ásmundr cadde a Fœri; Ôzurr trovò la fine ad est in Grecia; Halfdan fu ucciso ad Holmr (Bornholm?); Kári fu (ucciso) a Oddr(?);
- Lato  C: morto (è) anche Búi. Þorkell incise le rune.

## Ög 82

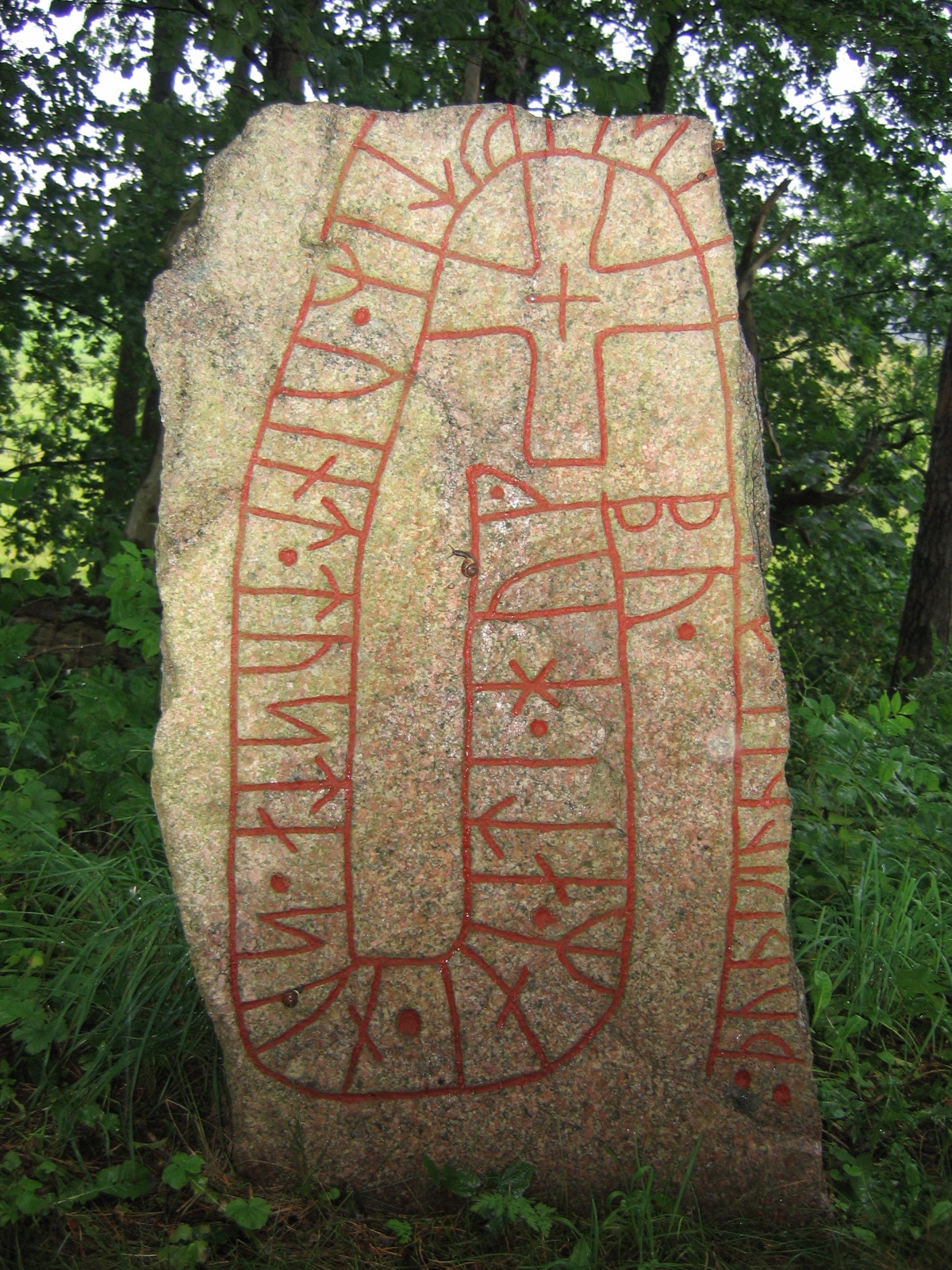
Ög 82

Questa pietra è in stile RAK e fu eretta in memoria di un uomo che possedette o comandò l'insediamento
.

### Traslitterazione in latino
: þurkil (r)(i)-- ---- (þ)(a)s(i) (i)ftiR * uint * tusta * sun * iaR * ati * hugbu

### Trascrizione in norreno
Þorkell ræi[st](?) ... þannsi æftiR Øyvind, Tosta sun, eR ati Høgby.

### Traduzione in italiano
Þorkell incise(?) ... questo in memoria di Eyvindr, figlio di Tosti, che possedette Haugbýr. 

## Ög 83

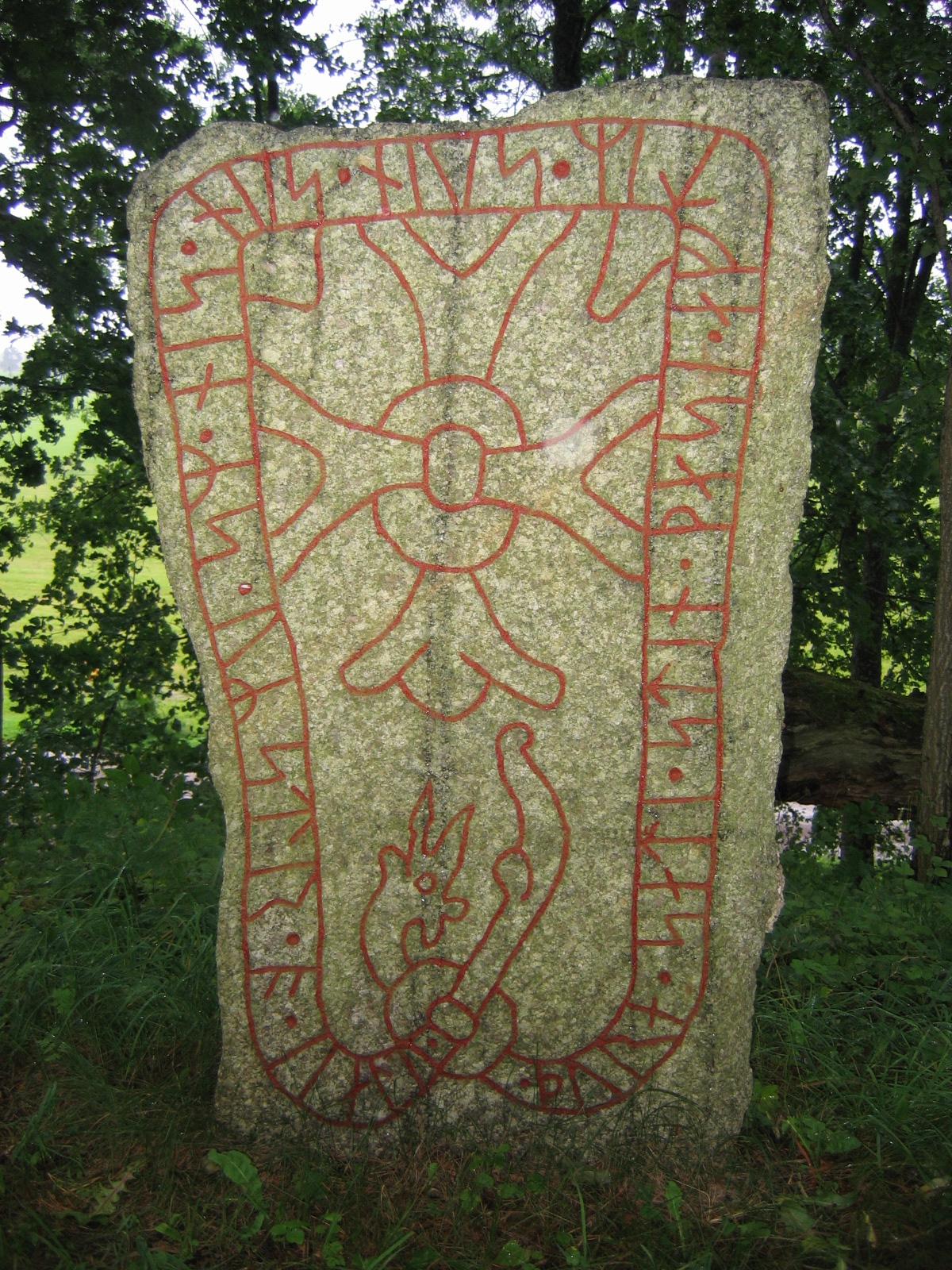
Ög 83

Questa pietra viene categorizzata come stile Pr1-Pr2, e fu creata in memoria di un figlio morto ad occidente. 

### Traslitterazione in latino
* þura * sati * stin * þasi * aftiR * suin * sun * sin * Rs * uRstr * o * ualu

### Trascrizione in norreno
Þora satti stæin þannsi æftiR Svæin, sun sinn, es vestr a <ualu>

### Traduzione in italiano
Þóra pose questa pietra in memoria di Sveinn, suo figlio, il quale morì ad occidente a <ualu>.